# آني موريس
آني موريس (بالإنجليزية: Annie Morris)‏ هي نحّاتة بريطانية، ولدت في 16 يناير 1978 في لندن في المملكة المتحدة.